# Costitx
Costitx ist eine kleine Gemeinde auf der spanischen Baleareninsel Mallorca.

## Statistik
Die Gemeinde von Costitx erstreckt sich über eine Fläche von 15,35 km² und die offizielle Bevölkerungszahl belief sich 2024 auf 1.516 Einwohner, womit die Bevölkerungsdichte bei 99 Einwohnern pro km² liegt. Im Jahr 2006 betrug der Ausländeranteil 12,2 % (119), der Anteil deutscher Einwohner 5,7 % (56). Auch wenn ab 1930 eine gewisse demografische Rückentwicklung festzustellen ist, hat sich doch die Bevölkerungszahl in den letzten Jahren leicht erhöht. 656 Einwohner (Jahr 2008) leben im gleichnamigen Ort, wohingegen 367 Personen außerhalb des Ortes verstreut leben.
| Jahr      | 1877  | 1887  | 1900  | 1910  | 1920  | 1930  | 1940  | 1950  | 1960 | 1970 | 1981 | 1991 | 2001 | 2011  |
| --------- | ----- | ----- | ----- | ----- | ----- | ----- | ----- | ----- | ---- | ---- | ---- | ---- | ---- | ----- |
| Einwohner | 1.352 | 1.333 | 1.326 | 1.337 | 1.317 | 1.284 | 1.174 | 1.074 | 897  | 749  | 683  | 808  | 924  | 1.133 |

Die männlichen Bewohner von Costitx nennen sich in der mallorquinischen Heimatsprache „Costitxer“, die weiblichen „Costitxera“.

## Geografie

### Lage
Costitx liegt an der Hauptstraße MA-3240 Inca – Sineu auf der Baleareninsel Mallorca. Verwaltungspolitisch gehört Costitx der Comarca Pla de Mallorca (Vereinigung der Gemeinden der Ebene von Mallorca) an.

### Landschaft
Die Gemeinde Costitx stellt die typischsten Merkmale des flachen Teils Mallorcas dar, d. h. mit Hügeln – die keine 200 Meter Höhe erreichen –, die sich mit Tälern abwechseln, unterbrochen vom Gebirgsbach von Pina und Rafal Garcès.

### Klima
Die mittleren Niederschläge betragen in diesem Gebiet 500 bis 600 l pro Quadratmeter im Jahresdurchschnitt, wobei im September mit circa 66 Litern pro Quadratmeter die meisten Niederschläge fallen. Die regenärmste Zeit ist im Juli mit nur ca. 11 Litern.

## Geschichte
Die Entdeckung von 18 archäologischen Vorkommen im Umkreis der Gemeinde zeugen davon, dass die Gegend schon in prähistorischen Zeiten (Talaiot-Kultur) besiedelt war. Die posttalaiotischen Stierköpfe aus Bronze Caps de Bou de Costitx sind besonders wertvolle Funde auf dem Gelände des Landgutes Son Corró. Später, während der arabischen Herrschaft, gehörte Costitx dem Bezirk von „Qanarusa“ (Canarrossa) an. Mit der Eroberung Mallorcas durch den König Jaume I. wurden die einzelnen Kreise dem Vizegrafen von Bearn, Gastó de Montcada, übertragen, der seinerseits die Ansiedlung um Costitx an Arnau de Santacília abtrat. Im Anschluss wurde Costitx Pfarrbezirk für die ganze Gemeinde von Canarrossa, bis im Jahre 1238 das Pfarramt an Sencelles übertragen wurde.

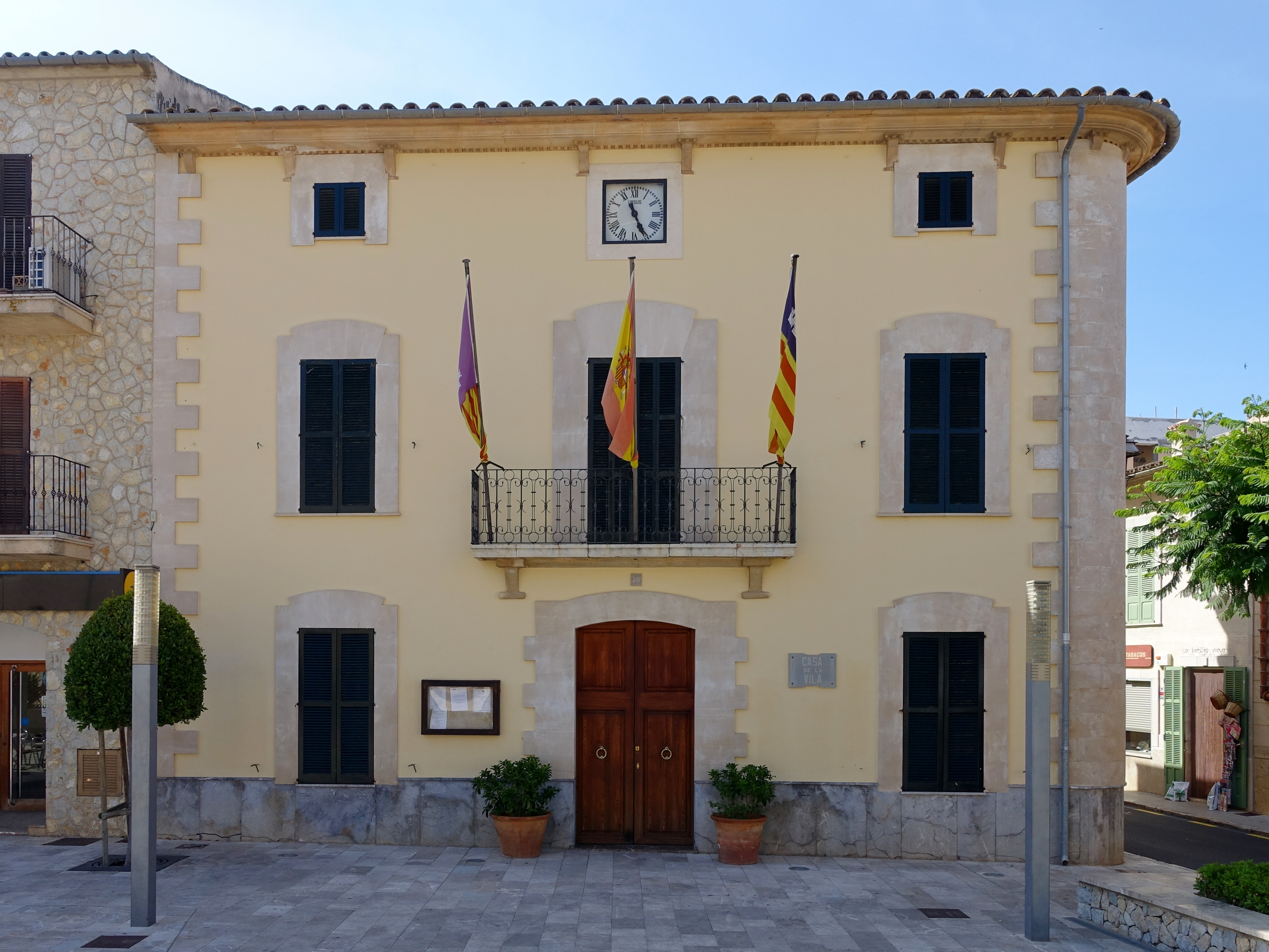
Rathaus

Im 17. Jahrhundert erfährt die Gemeinde einen bedeutenden Bevölkerungsanstieg. Im Jahre 1812 setzt ein langwieriger Prozess ein, der die Unabhängigkeit gegenüber Sencelles zum Ziel hat und erst 1855 unter Verlust der Ansiedlungen von Jornets, Binifat und Ruberts zum Ende kommt.
1895 wusste fast niemand auf Mallorca von den prähistorischen Costitxer Funden wie der Caps de Bou, den Spatzen, Adlern aus Bronze, Keramik und punischen Halsketten. Eine spanische archäologische Kommission bat den Eigentümer des Grundstückes, weitere Ausgrabungen zu erlauben und das Areal für Unbefugte zu sperren. Damals sprach das Gesetz dem Eigentümer des Fundortes eine Zahlung für die entdeckten Objekte zu, welcher in diesem Fall prompt die damals stolze Summe von 700 Duros (3.500 Pts.) für den Fund verlangte. Eine Menge Geld, wenn man bedenkt, dass der Tageslohn eines Arbeiters höchstens eine Pesete betrug.
Die drei bronzenen Caps de Bou (Stierköpfe) stammen aus dem 6. bis 5. vorchristlichen Jahrhundert. Einer davon ist so groß wie das natürliche Vorbild, die beiden anderen Stücke sind kleiner. Alle sind in einem Stück gegossen und haben eine frappierende Detail- und Naturtreue gemeinsam: Augen, Hörner, Maul und Nüstern der Stierköpfe wirken fast, als hätte der Künstler einem Stier eine Maske abgenommen. Große Ähnlichkeit mit Funden auf Sardinien und Malta, in Persien, Portugal und Griechenland. Das bedeutet, dass die balearischen Ureinwohner, von denen es keinerlei schriftliche Überlieferungen gibt und die in bekannten Schilderungen von griechischen und römischen Schreibern stets als primitiv bezeichnet wurden, schon in der Frühzeit regen Kontakt mit anderen Kulturen gepflegt haben müssen. Der Stierkult war im Mittelmeerraum schon in frühster Zeit bekannt. Bereits im alten Ägypten finden sich Stierkulte, Fresken im Palast von Knossos auf Kreta (ca. 1500 v. Chr.) zeigen die Verbindung.
Der mittellosen archäologischen Gesellschaft gelang es nicht, die Summe aufzutreiben. Sie schalteten die spanische Presse ein und es gelang, dass die Stierköpfe nicht an Kunsthändler verkauft wurden und für immer von der Insel und aus Spanien verschwanden. Zwei Mallorquiner, beide nicht aus Costitx, setzten sich mit der Zentralregierung in Madrid in Verbindung und erreichten, dass die Funde ins dortige Nationalmuseum gelangten.
So schien es damals, als hatte Costitx seine Wahrzeichen auf immer verloren. Erst die Bürgermeisterin Maria Antónia Munar hat sich unermüdlich dafür eingesetzt, diese für die Geschichte Mallorcas so wichtigen frühgeschichtlichen Funde wieder nach Costitx zurückzubringen. 1995 wurde das Santuari de Son Corró restauriert, und Repliken der eindrucksvollen Stierköpfe schmücken es seither.

## Politik
Die Bürgermeisterin, Maria Antónia Munar, stellte zeitweise die autonomistisch gesinnte Partei Unió Mallorquina (UM), die bei den Gemeindewahlen 58,62 % der Stimmen erhalten hatte. Weitere Sitze im Gemeinderat haben die sozialdemokratische PSM-EN mit 28,02 % und die konservative PP mit 11,27 % der Stimmen.

## Kultur und Sehenswürdigkeiten
Im höher gelegenen Teil der Gemeinde befinden sich das Zentrum der Ortschaft sowie auch die wichtigsten Herrenhäuser, die zusammen mit einigen Steineichenwäldern eine unvergleichliche Landschaft bilden.

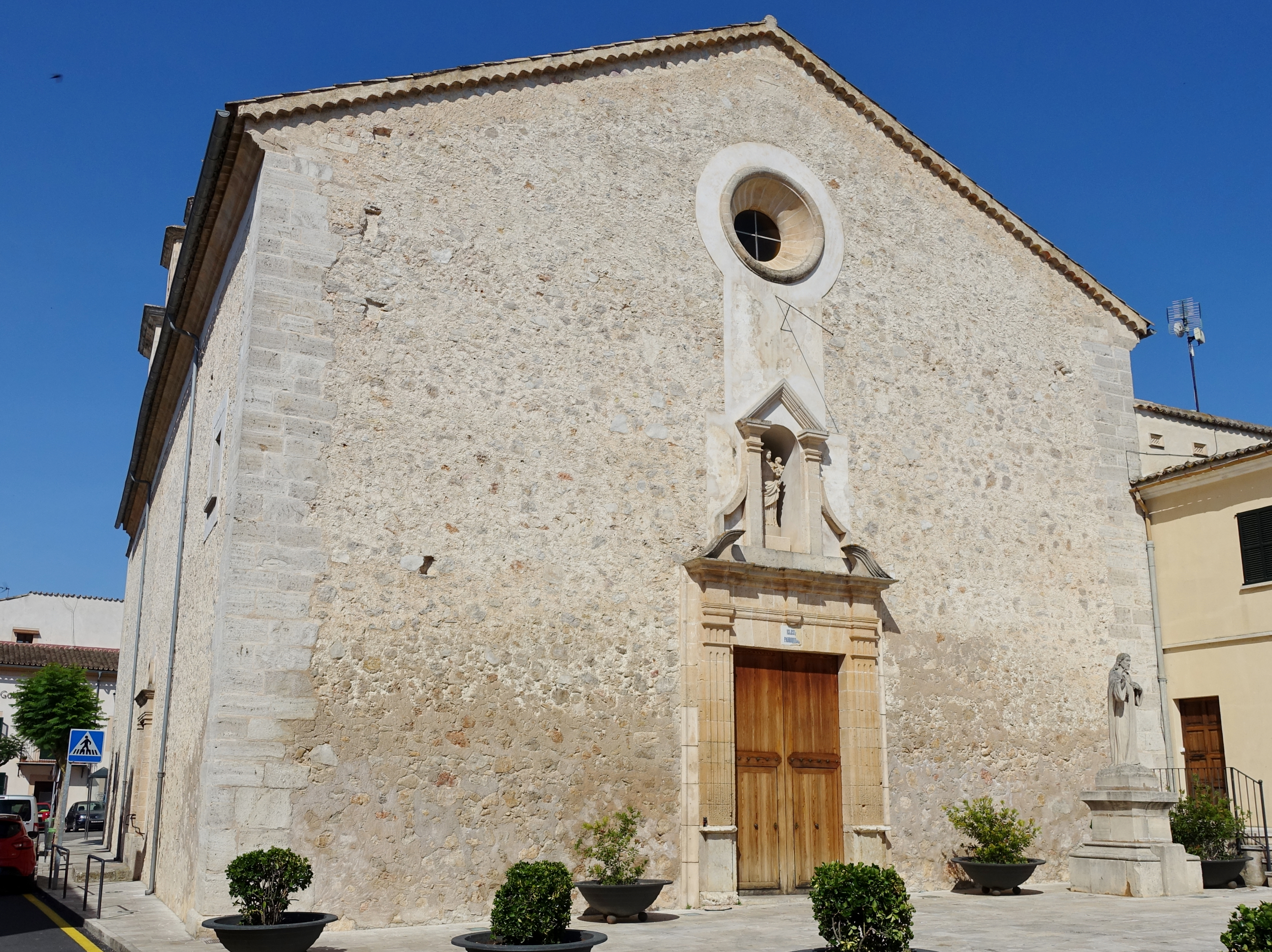
Kirche von Costitx

Der Ortskern hat als Hauptgebäude die Kirche aus dem 17. Jahrhundert vorzuweisen. Am Ortsrand, nämlich an Stellen, wo es am meisten Wind gibt, stehen einige Windmühlen, z. B. „Can Vallès“ und „d’en Joi“; im Gegensatz zu anderen Orten in der mallorquinischen Ebene konzentrierte sich in Costitx nicht alles auf eine einzige Mühle. Bauten religiösen Charakters vervollständigen den dörflichen Charakter dieser Gemeinde, so die Kapelle „Mare de Déu de Costitx“ und die Kreuze, die an den verschiedenen Ortseingängen anzutreffen sind. Von diesen Kreuzen ist „sa Creu“, am Eingang der Inca nach Straße gelegen, hervorzuheben.
Aus der Zeit der Talayot-Kultur stammt das an der Straße nach Sencelles gelegene Santuari de Son Corró, das im Jahre 1995 dank finanzieller Unterstützung der Stadt Costitx und des Govern Balear restauriert worden ist. Gegen Ende des 19. Jahrhunderts fand man hier drei bronzene, aus einem Stück gegossene Stierköpfe (caps de bou), von denen einer von natürlicher Größe ist. Sowohl wegen der Ausmaße als auch wegen ihrer qualitativen Beschaffenheit gelten diese Exemplare als die bedeutendsten Zeugnisse des Stierkultes aus der mallorquinischen Megalithkultur.
Der Wasserversorgungsmöglichkeiten dienten in der Vergangenheit etliche Sodbrunnen, so der Doppelbrunnen im Dorf selbst, derjenige an der Verbindungsstraße nach Cas Canar oder der „Celat“ genannte Brunnen am Ortseingang.
Weitere nennenswerte Ortspunkte:
- Planetarium Mallorca mit der Sternwarte O.A.M Costitx
- Poblat de Navetes des Turassot nahe dem Planetarium
- Landgut Son Corró mit dem Santuari de Son Corró

### Feste
- 20. Januar, Fest des Sant Sebastià
- 8. September, Fest der Mare de Déu de Costitx.
- Am 1. Sonntag nach Ostern, Prozession der Trobada.

### Märkte
- Wochenmarkt: jeden Samstag auf den Plätzen Mare de Déu und del Jardí.

## Wirtschaft und Infrastruktur

### Sternwarte und Planetarium
Die im Mai 1991 eingeweihte Sternwarte ist das einzige astronomische Zentrum der Balearen. Die Finanzierung seitens der Balearenregierung (Abteilung Kultur, Erziehung und Sport), der Sparkasse La Caixa, der Stadtverwaltung Costitx und der mallorquinischen Organisation für Astronomie OAM verfolgte ein doppeltes Ziel: Einerseits zur Förderung der Forschung innerhalb des Rahmens der GEA (Verein zum Studium der Astrophysik) und der Richtlinien der kanarischen Sternwarte und andererseits, um Schüler, Studenten sowie alle Personen, die Interesse zeigen, mit der Astronomie vertraut zu machen.

### Bildung
Ein Teil der Bevölkerung der Gemeinde Costitx hat keine Schulbildung (ca. 280 Personen) und circa 45 Einwohner sind Analphabeten. Grundschulbildung haben circa 180 Personen und etwa 140 Personen besitzen die Mittlere Reife. Ungefähr 21 Personen haben Berufsausbildungen unterschiedlichen Grades. Mit Gymnasialabschluss gibt es in der Region Costitx ca. 43 Personen und circa 23 mit einem Mittleren Universitätsabschluss. Etwa 15 Personen tragen einen höheren akademischen Titel.